# アラナ・ブレムナー
アラナ・ブレムナー（Alana Bremner、1997年2月10日 - ）は、ニュージーランドの女子ラグビー選手。

## プロフィール
- ニュージーランド・クライストチャーチ出身[1]。
- ポジションはフランカー(FL)、ナンバーエイト(No8)。
- 身長 178cm、体重 77kg
- 姉のチェルシーもラグビー選手[2]。
- 女子ニュージーランド代表キャップは8（2022年11月現在）。

## 略歴
2022年、ラグビーワールドカップ2021の女子ニュージーランド代表に選ばれて、ブラックファーンズ2大会連続優勝に貢献。